# Geslachtsbepaling
Geslachtsbepaling is het proces bij dieren waarbij tijdens de bevruchting de sekse wordt vastgelegd. De combinatie geslachtschromosomen of de omgevingsfactoren, zoals temperatuur en licht, bepalen of de gonadale ontwikkeling vrouwelijk, mannelijk, tweeslachtig of sequentieel hermafrodiet gaat verlopen.
Er zijn verschillende geslachtsbepalingssystemen:
- XY-geslachtsbepaling zoals bij de meeste levendbarende zoogdieren
- ZW-geslachtsbepaling zoals bij vogels
- X0-geslachtsbepaling zoals bij veel insecten en spinachtigen
- Z0-geslachtsbepaling zoals bij enkele motten
- haplodiploïdie zoals bij alle vliesvleugeligen en tripsen
- omgevingsafhankelijke geslachtsbepaling waaronder temperatuurafhankelijke geslachtsbepaling – zoals bij veel reptielen en beenvissen – en op basis van fotoperiodiciteit zoals bij enkele kreeftachtigen

Bij XY-geslachtsbepaling is er mannelijke heterogametie, mannetjes hebben twee verschillende geslachtschromosomen. Daarmee onderscheidt het zich van ZW-geslachtsbepaling waar het vrouwtje twee verschillende geslachtschromosomen heeft.
De geslachtsdifferentiatie wordt over het algemeen geactiveerd door een specifiek gen. Zo activeert in het XY-systeem het SRY-gen op het Y-chromosoom de vorming van de testes in de foetus, bij de mens zeven weken na bevruchting. De testes scheiden testosteron af, een steroïd geslachtshormoon dat op zijn beurt de ontwikkeling van de andere mannelijke geslachtskenmerken induceert.
Zo bepaalt een enkele genetische locus het geslacht. Bij polygene geslachtsbepaling zijn er meerdere genen of loci die de activatie in gang zetten. Dit werd ontdekt bij de tandkarper Xiphophorus, maar komt voor bij verschillende insecten, zoogdieren, vissen en planten.
Het bepalen van het geslacht van een dier na conceptie is seksen.